# رجا عیسی العیسی
رجا عیسی العیسی (عربی: رجا عيسى ﺍﻟﻌﻴﺴﻰ؛ زاده: ۱۹۹۲ – درگذشته: ۲۰۰۸) یک روزنامه‌نگار فلسطینی بود که به انتشار روزنامه فلسطینی در اورشلیم (۱۹۶۷–۱۹۵۰) کمک کرد و سپس در عمان مستقر شد، وی بعنوان یکی از اعضای اتحادیه روزنامه‌نگاران انتخاب شد.

## زندگی‌نامه
او در سال ۱۹۲۲ در یافا متولد شد و در رام‌الله تحصیل کرد. پدرش عیسی العیسی در سال ۱۹۱۱ روزنامه فلسطین را تأسیس کرد و بعد وارد دانشگاهی در آمریکا شد که بتواند مدرک لیسانس در علوم سیاسی دریافت کند، وی در روزنامه فلسطین کار می‌کرد که منعکس‌کننده نگرانی‌های مردم فلسطین بود (به‌ویژه پیش از پراکنده شدن و تبعید آنها). پس از مرگ پدرش اداره آن به دست وی افتاد و تا زمانی که فاجعه اشغال فلسطین در سال ۱۹۴۸ رخ داد، به کارش ادامه داد. این فاجعه او را به سفر به مصر که در آن به مدت دو سال اقامت داشت، هدایت کرد. رجا العیسی یکی از بنیانگذاران روزنامه «الرائی» است. او عضو سندیکای روزنامه‌نگاران اردن بود.

## سرمقاله روزنامه الدستور
رجاالعیسی سرمقاله تأثیرگذاری را در سال ۱۹۶۷ به نام «میان من و میان او؛ دوستی و زندگی» و رویاهای دوران کودکی نوشت.
او در این رابطه می‌نویسد:
در احساسات جوان
در عزم جوانمردان
در بی‌خوابی شبانه
من نوری را دیدم برای چالش طلبیدن
و بستری برای روشنگری و آگاه کردن و فراخوانی برای آمادگی و رزم
و ندایی برای مقاومت در برابر صهیونیزم و دسیسه‌های استعمارگران
مقاله دیگرش در کتاب "یافا " منتشر شده‌است که به خاطرات فلسطین و «یافا» قبل از فاجعه فلسطین اشاره می‌کند که روزنامه‌های فلسطین و مهمترین آن روزنامه فلسطین در این رابطه مقالاتی را منتشر کرده‌است.